# Neyelinski
Neyelinski (en ruso: Неелинский) es un jútor del raión de Ust-Labinsk del krai de Krasnodar de Rusia. Está situado en la orilla izquierda del Kubán, frente a Ládozhskaya, 24 km al nordeste de Ust-Labinsk y 82 km al nordeste de Krasnodar, la capital del krai. Tenía 260 habitantes en 2010.
Pertenece al municipio Aleksándrovskoye.